# Amílcar (Drépano)
Amílcar foi um general cartaginês da Primeira Guerra Púnica. Apesar de não conhecermos detalhas sobre sua família, é claro que não é a mesma pessoa que Amílcar Barca.

## História
No terceiro ano da guerra (262 a.C.), foi nomeado comandante do exército cartaginês no lugar de Hanão, o Velho, que não havia conseguido evitar a derrota na Batalha de Agrigento. Suas primeiras operações foram vitoriosas e, apesar de a frota cartaginesa ter sido derrotada na Batalha de Milas pelo cônsul Caio Duílio, em 260 a.C., Amílcar ainda mantinha a superioridade em terra.
Quando soube que os romanos haviam acampado em Terma, longe do acampamento dos legionários, Amílcar atacou repentinamente e matou 4 000 romanos e cruzou a ilha até chegar em Enna e Camarina, cidades que ocupou sem luta depois que seus habitantes simplesmente se renderam; fortificou ainda Drépano, que se converteu na principal fortaleza cartaginesa no final da guerra.
Em 257 a.C., comandou a frota na costa norte da Sicília e travou a Batalha de Tindaris contra o cônsul Caio Atílio Régulo, uma batalha que, segundo Políbio, não teve um vencedor claro (mas que valeu um triunfo ao cônsul ainda assim). No ano seguinte, juntamente com Hanão no comando da grande frota cartaginesa, recebeu ordens de impedir a passagem dos romanos até a África, como pretendiam os cônsules Marco Atílio Régulo e Lúcio Mânlio Vulsão Longo. As duas frotas se enfrentaram na Batalha do Cabo Ecnomo, na costa sul da Sicília, com forças similares, 350 trirremes cartagineses e 330 navios mais os transportes dos romanos. Apesar de Amílcar, que comandava a ala esquerda, ter obtido uma breve vantagem, o desenlace da batalha foi uma grande vitória dos romanos; 30 barcos cartagineses foram capturados ou destruídos e 64, capturados; Amílcar se retirou com o resto da frota até Heracleia Minoa e, logo em seguida, recebeu ordens de voltar para Cartago, que, depois do desembarque romano, estava em posição frágil. Quando chegou em Cartago, recebeu o comando do exército juntamente com Asdrúbal e Bostar, e a ordem de enfrentar Régulo. Os erros dos generais levaram à derrota cartaginesa na Batalha de Adis, mas Políbio não informa o que aconteceu com os dois generais depois dela, mas, aparentemente, eles conservaram seu comando. Orósio fala de um Amílcar, provavelmente o mesmo, que, logo depois da Batalha de Adis, teria sido enviado para combater os rebeldes númidas; Floro, por sua vez, afirma que os generais cartagineses ou morreram ou foram aprisionados, já que este Amílcar mencionado por Orósio poderia ser uma pessoa diferente.